# Xã Mount Olive, Quận Macoupin, Illinois
Xã Mount Olive (tiếng Anh: Mount Olive Township) là một xã thuộc quận Macoupin, tiểu bang Illinois, Hoa Kỳ. Năm 2010, dân số của xã này là 3.274 người.